# Битка при Миле (36 пр.н.е.)
Вижте пояснителната страница за други значения на Битка при Миле.
Битката при Миле от 36 г. пр.н.е., е морска битка, която се състои в близост до североизточния бряг на Сицилия. Тя е част от сицилианската гражданска война от 44 до 36 пр.н.е. Сблъсъкът е между флота на Октавиан, воден от адмирал Марк Агрипа и флота на Секст Помпей, под командването на Папий.

## Битка
През август 36 пр.н.е. Октавиан предава командването на флота си на Марк Агрипа и се връща в Италия, за да охранява пролива Месина от евентуална атака на силите на Секст Помпей. Агрипа се отправя към Западна Сицилия, и акостира на остров Маретимо – Егади, където се установява за известно време. След това, той разделя флота на две части и с едната половина отплава за да атакува Папий. Помпей обаче, разбира за настъплението на Агрипа и изпраща цялата си армия в подкрепа на Папий. Наближавайки враговете си, Агрипа проумява, че вече е изправен срещу много по-многоброен враг и незабавно привиква корабите, които е оставил при Маретимо, а също трака изпраща пратеник да осведоми Октавиан, че войската на Секст е при Миле и няма опасност да атакува Месина.
И двете флотилии са оборудвани с катапулти и кули. Корабите на Секст са по-малки и по-бързи, с по-опитни моряци. Корабите на Агрипа са по-големи и по-бавни, но по-стабилни и пригодени за близък бой. Тактиката на Папий е да маневрира около съперника и да изолира отделни съдове, след което да ги потопя без да се доближава много. Тактиката на Агрипа е, корабите му да доближават вражеските и да ги взимат на абордаж, като ги придърпват с куки.
Секст Помпей наблюдава битката от брега. Когато вижда, че действията на Агрипа са по-успешни, а също така и подкреплението, което идва от Маретимо, той дава заповеди на Папий да отстъпи в по-плитките крайбрежни води. Агрипа няма как да го последва и да продължи сблъсъка в плитчините с тежките си кораби и с това битката приключва. Папий загубва 30 кораба, а Агрипа само 5.

## Последици
Победата на Агрипа е началото на края на Помпей и допринася значително за повишаването на престижа и укрепването на властта на Октавиан в Рим.
Няколко седмици след този сблъсък, флотата на Секст е напълно унищожена от Агрипа в битката при Наулох.